# Il re non si diverte
Il re non si diverte, pubblicato nel 1973, è il quarto album inciso dal cantautore Roberto Vecchioni.

## Descrizione[1]
I testi e le musiche dell'album, per la prima volta, sono tutti composti da Vecchioni.
Da questo album inizia la collaborazione con il produttore Michelangelo Romano che si concluderà nel 1989, e che chiama a suonare nel disco due musicisti del gruppo di Alan Sorrenti, Mario D'Amora e Tony Esposito (citato nel disco come Antonio Esposito), mentre le chitarre sono suonate da Massimo Luca, già presente nei precedenti dischi di Vecchioni.
È l'ultimo album inciso per la Ducale: dopo il 45 giri La farfalla giapponese, che parteciperà con scarsa fortuna al Festivalbar 1974, Vecchioni passerà alla Philips.
Il re non si diverte fu registrato nel mese di novembre del 1973 negli studi GRS Sound di Milano; la copertina è opera di Mario Convertino, e raffigura una fotografia di uno scimpanzé all'interno di una cornice ovale, su sfondo bianco; le foto interne al cantautore e ai musicisti sono di Mario Vivona.
Le canzoni sono tutte edite dalle Edizioni musicali Chappell.

Così Vecchioni giudicò il disco a qualche anno dalla pubblicazione:
All'interno della copertina è ringraziato «M., batterista di un famoso complesso che, capitato all'improvviso per salutarci ha ingaggiato con Toni il duello di bonghi in Giuda».

## Le canzoni

### Intervallo I
Breve frammento ripreso nella terza traccia.

### Teatro
Brano che racconta la storia di un attore di teatro e del suo rapporto con il pubblico.

### Intervallo II
Riprende la prima traccia, con una strofa in più; le due strofe sono separate da un assolo di chitarra elettrica che viene ripreso nel finale.

### Il re non si diverte
La title track, con i suoi 9 minuti, è una delle più lunghe canzoni scritte da Vecchioni. La canzone racconta la tragica vicenda di un re che manifesta la sua infelicità nascondendosi sotto di un tavolo e che non viene capito da chi gli sta intorno (....allora perché se ha tutto il mio re/ stasera si è nascosto sotto il tavolo?), fino al suicidio finale (da sotto la tavola il vino sta uscendo / [...] / la macchia si allarga, si spande pian piano / ma Dio, ma che strano colore quel vino).

Il titolo è tratto da quello del dramma Il re si diverte (Le Roi s'amuse) di Victor Hugo (a cui si ispirò anche Francesco Maria Piave per il libretto dell'opera Rigoletto di Giuseppe Verdi).

### Giuda (Se non hai capito...)
Come ha fatto in passato (Per la cruna di un ago) Vecchioni torna a parlare di religione, rivolgendosi direttamente a Gesù e parlandogli di Giuda Iscariota (...e ti serviva un uomo da usare e gettar via...).

### Messina
La canzone viene così descritta da Vecchioni nelle note interne del disco: «Mettiamo in chiaro che non ho niente contro Messina: nella canzone omonima è rappresentato quel senso d'insicurezza, quel sentirsi fuori posto che molti proverebbero svegliandosi all'improvviso in un luogo estraneo, contrario alle proprie abitudini. Così come Messina avrei potuto dire Sidney (sic) o New York».

Sicuramente la canzone non venne capita da Luciano Salce, che la inserì nella "Schif parade", classifica delle canzoni più brutte della settimana presentata all'interno del programma radiofonico I Malalingua.

### Ninna nanna
Delicata canzone dedicata alla madre.

### Sabato stelle
Come racconta Vecchioni nelle note interne del disco, «In Sabato stelle è descritto un dialogo con una ragazza ricoverata in una casa di cura».

## Tracce
Lato A
1. Intervallo I - 0:40
2. Teatro - 3:36
3. Intervallo II - 2:46
4. Il re non si diverte - 9:52

Lato B
1. Giuda (se non hai capito...) - 3:42
2. Messina - 3:30
3. Ninna nanna - 2:52
4. Sabato stelle - 7.18

## Formazione
- Roberto Vecchioni – voce
- Massimo Luca – chitarra elettrica, chitarra acustica, chitarra a 12 corde
- Mario D'Amora – pianoforte, celeste, organo Hammond, campane tubolari, vibrafono, eminent, clavicembalo, spinetta, tastiera, campanello
- Tony Esposito – batteria, bonghi, tamburello, nacchere, tabla, piatti, percussioni, aggeggi